# Willie Frick
Willie Frick (* 1896; † 1964) war ein deutscher Eiskunstlauftrainer.
Frick, der als „Boy Wonder of Berlin“ bekannt war, ging 1920 von seiner Heimatstadt Berlin nach Boston, um beim Skating Club of Boston Trainer zu werden. Bald folgte ihm auch seine US-amerikanische Ehefrau Cathleen Pope. Beide waren erfolgreiche Trainer, aber auch sehr gute Schauläufer. Frick war bekannt für seinen Kerzentanz, bei dem er um brennende Kerzen lief. 1946 wurden Frick und seine Ehefrau Ehrenmitglieder des Vereins. Die Fricks waren über 40 Jahre lang Trainer und betreuten somit fast alle Meister, die aus diesem Verein kamen, darunter Theresa Weld, Maribel Vinson und Tenley Albright.
Frick verstarb 1964. Er wurde 1981 als erster deutscher Trainer in die World Figure Skating Hall of Fame aufgenommen.